# Silent Hill 2
Silent Hill 2 ist ein Survival-Horror-Computerspiel, das von Konami Computer Entertainment Tokyo entwickelt und von Konami veröffentlicht wurde. Das Spiel erschien zunächst in Nordamerika am 24. September 2001 für die PlayStation 2 und wurde später auch für die Xbox und für Windows veröffentlicht. Es ist der Nachfolger von Silent Hill, knüpft jedoch nicht direkt an die Handlung des Vorgängers an.

## Spielmechanik
Der Spieler erkundet durch den Protagonisten James Sunderland aus der Third-Person-Perspektive die Stadt Silent Hill, löst Rätsel und bekämpft Monster. Der Spielcharakter kann im Verlauf Verletzungen erleiden. Im Menü können der aktuelle Gesundheitszustand und Items abgerufen werden. Um Monster zu bekämpfen, können diverse Waffen und Munition gefunden werden, für eine Besserung der Gesundheit des Protagonisten werden Gesundheitsdrinks, Erste-Hilfe-Kästen oder Ampullen benötigt. Zudem existiert ein Kartenmenü, durch welches der Spieler seine aktuelle Position erfährt. Für verschiedene Gebäude können entsprechende Karten gefunden werden. Der Hauptcharakter, James, blickt automatisch auf aufnehmbare Gegenstände, wenn diese in der Nähe sind. Oftmals muss die Taschenlampe dazu eingeschaltet sein. Die Kamera ist nicht statisch, sondern dreht sich. Per Tastendruck kann man diese jedoch hinter James postieren. Ein weiteres Spielelement ist das tragbare Radio, das zu rauschen beginnt, wenn Monster in der Nähe sind. Die Schwierigkeitsgrade für die Stärke der Monster und die Rätsel können am Anfang des Spieles separat festgelegt werden.

## Handlung
Der Protagonist James Sunderland kommt nach Silent Hill, nachdem er einen Brief seiner bereits verstorbenen Frau Mary erhalten hat. In der Stadt, in der es vor Monstern wimmelt, trifft er auf Angela Orosco, eine 19-Jährige, die in Silent Hill auf der Suche nach ihrer Mutter ist.
In einem Apartmentgebäude trifft James auf Eddie Dombrowski, der immer wieder behauptet, niemanden getötet zu haben. James sucht weiter im Rosewater Park nach Mary, findet dort stattdessen jedoch Maria, die James’ verstorbener Frau sehr ähnlich sieht. Aufgrund ihrer Angst vor den Monstern entscheiden sie sich, gemeinsam weiter zu ziehen. Sie folgen der 8-jährigen Laura in das Brookhaven Hospital. James kann Laura finden, während Maria sich ausruht. Laura erzählt ihm, dass sie Mary im Krankenhaus kennengelernt hat. Dadurch wird James in dem Gedanken bestärkt, dass seine Frau noch lebt. Als beide das Krankenhaus verlassen wollen, wird Maria von Pyramid Head getötet.
James sucht weiter nach einem Weg, zum Lakeview Hotel, in dem Mary und er zusammen bereits zuvor einen Urlaub verbracht haben. In den Katakomben der Geschichtsforschungsgesellschaft findet er Maria lebend und in einer Zelle eingesperrt wieder. Sie erzählt ihm Dinge, die nur seine Frau wissen kann. James sucht nach einem Weg, sie zu befreien. Als er jedoch zurückkehrt, ist Maria ein weiteres Mal tot. Kurz darauf kann James Angela vor einem Monster beschützen und es kommt heraus, dass sie von ihrem Vater sexuell missbraucht wurde. James findet einen Friedhof mit drei ausgehobenen Gräbern. Auf den Grabsteinen stehen die Namen Angela Orosco und Eddie Dombrowski; auf dem dritten steht James Sunderland. Das Grab mit seinem eigenen Namen erscheint bodenlos, dennoch beschließt James hineinzuspringen. Unten trifft er auf Eddie, welcher ihn umbringen will. Jedoch gelingt es James, ihn vorher zu töten.
James findet einen Anlegesteg und ein Ruderboot, mit dem er den Toluca Lake, welcher die zwei Stadtteile von Silent Hill trennt, überquert und zum Hotel gelangt. Dort angekommen findet James ein Videoband, in welchem er seine Frau mit einem Kissen erstickt, zum Schrecken von Laura. Ab dieser Stelle verschwindet immer wieder Marys Brief, den James mit sich führt. James trifft im Gebäude noch einmal auf Angela, die jeglichen Lebenswillen verloren hat. Sie läuft die Treppen nach oben in ein Feuer. James verlässt den Raum durch eine Tür, die nicht von den Flammen blockiert wird. James trifft darauf ein weiteres Mal auf die lebendige Maria, die dann von zwei Pyramid Heads getötet wird. James bekämpft diese danach und steigt auf das Dach des Gebäudes. Abhängig von den Entscheidungen, die der Spieler im Verlauf der Handlung traf, findet er dort entweder Mary oder Maria. Diese verwandelt sich in Mary Demon und wird von James bekämpft.
Silent Hill 2 hat sechs verschiedene Enden, die vom Spielverlauf abhängig sind:
- Verlassen: James bittet Mary um Vergebung, und während der Friedhof Silent Hills eingeblendet wird, liest Mary ihren wahren Abschiedsbrief vor. James verlässt zusammen mit Laura die Stadt.
- Maria: James wendet sich von Mary ab und will stattdessen mit Maria weiterleben, welche am Schluss einen Hustenanfall bekommt.
- Im Wasser: James kann ohne Mary nicht weiterleben und es liegt nahe, dass er sich mit seinem Auto im Toluca Lake stürzt, um bei seiner Frau zu sein.
- Wiedergeburt: James belebt seine Frau mithilfe der Götter von Silent Hill wieder.
- Hund: Wenn James im Verlauf einen „Hundeschlüssel“ findet, kann er mit diesem, nachdem er das Videoband angesehen hat, die Tür zum Observation Room öffnen. In diesem entdeckt James einen Hund mit einem Headset, der an einem großen Schaltpult ein paar Hebel umlegt. Auf den Monitoren über dem Pult sind die Gesichter von James und Maria zu sehen. Es folgt ein skurriler Abspann.
- UFO: James trifft auf den Protagonisten des ersten Silent-Hill-Teils, Harry. Sie befragen sich gegenseitig, ob sie die Person gesehen haben, nach denen sie suchen (Mary bzw. Cheryl). Ein Alien erscheint und schießt auf James. Danach nimmt er James und Harry mit.

### Born from a Wish
Born from a Wish ist eine Nebenhandlung im Director's Cut sowie der Xbox-Version. Der Spieler steuert in diesem Maria kurz vor ihrem Zusammentreffen mit James.
Zu Beginn erwacht Maria in einem Strip-Club in Silent Hill und sucht darauf nach anderen Menschen. Sie findet das Baldwin-Anwesen und darin dessen Besitzer Ernest Baldwin. Diesen sieht sie allerdings nicht, sondern spricht mit ihm durch abgeschlossene Türen. Sie versucht ihm dabei zu helfen, seine verstorbene Tochter wiederzubeleben. Danach warnt Ernest sie vor einem Mann namens James Sunderland. Sie beginnt sich daran zu erinnern, dass James seine Frau tötete. Maria öffnet die Tür, hinter der sich Ernest befindet, allerdings findet sie nur einen leeren Raum vor. Enttäuscht davon, dass sie keinen anderen Menschen in der Stadt gefunden hat, will sie sich umbringen, entscheidet sich dann allerdings anders und sucht nach James.

## Entwicklung und Hintergrund

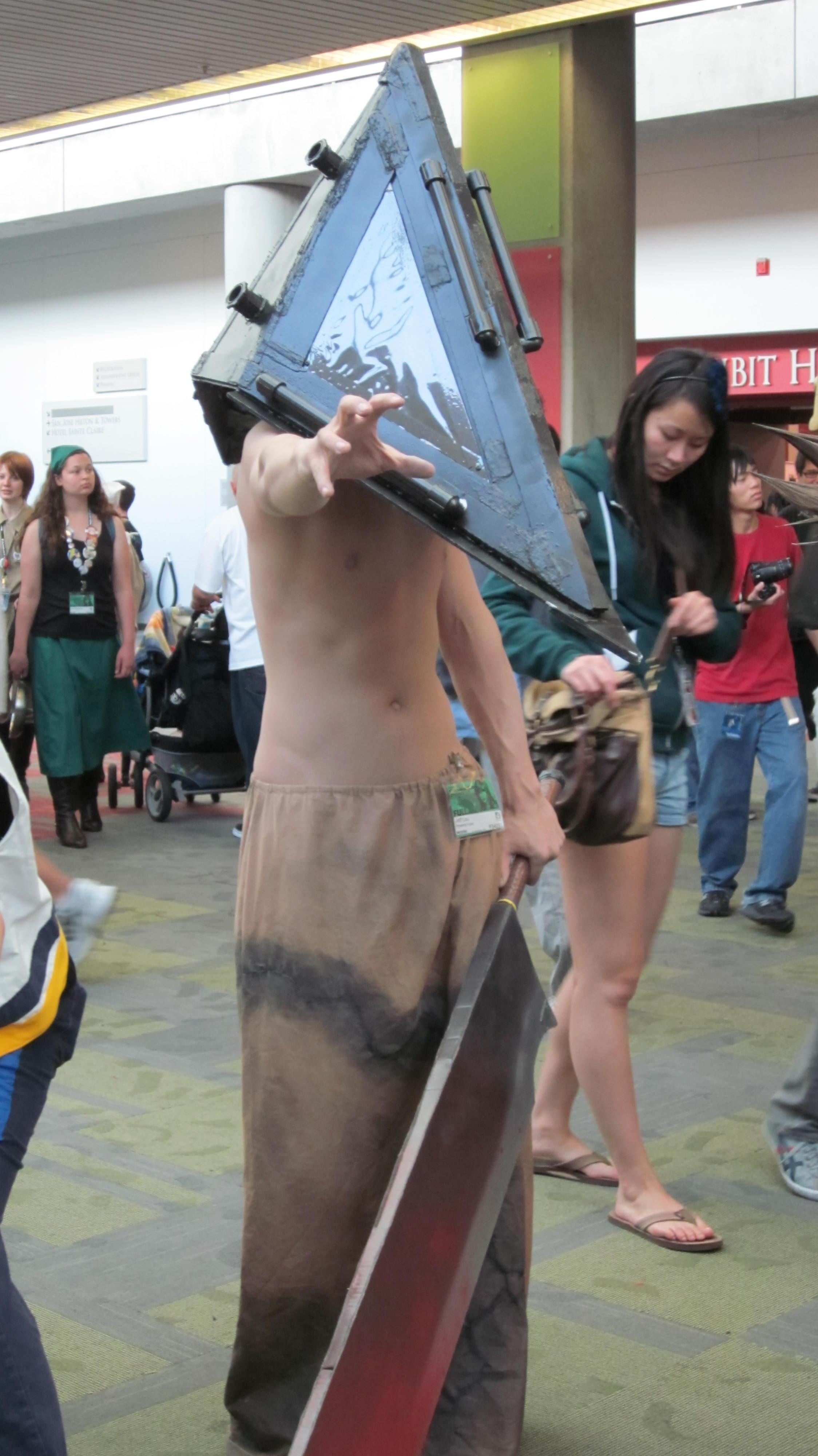
Cosplayer als Pyramiden-Kopf (Pyramid Head)

Silent Hill 2 wurde von Team Silent entwickelt, einer Gruppe innerhalb von Konami Computer Entertainment Tokyo. Die Atmosphäre des ersten Teils wurde größtenteils beibehalten, z. B. durch den fortdauernden Nebel in der Stadt, allerdings wird mehr Wert auf psychologische Aspekte gelegt. Ein Beispiel ist der Brief von Mary an James, der im Verlauf der Handlung immer wieder verschwindet und nach Angaben des Teams von Konami ein Hinweis auf James’ Halluzinationen sei.
Die Monster im Spiel sehen im Vergleich zum Vorgänger menschenähnlicher aus. Sie sind Reflexionen aus James’ Unterbewusstsein. Die Kreaturen Mannequin und Bubble Head Nurse spiegeln James’ Verlangen wider als Mary krank war. Pyramid Head ist ein Henker in der Geschichte der Stadt Silent Hill und soll James bestrafen. Abstract Daddy entstammt dem Unterbewusstsein von Angela und die Creepers kommen bereits im ersten Teil der Reihe vor.
Eddie Dombrowski wurde benannt nach Eddie Murphy, einem US-amerikanischen Schauspieler und Komiker, da er zu Produktionsbeginn noch als optimistischer Charakter gedacht war. Der Name von Angela Orosco leitet sich ab von der Protagonisten des Films Das Netz, Angela Bennett. Dass die Pistole im Spiel in einem Einkaufswagen gefunden werden kann, ist eine satirische Darstellung der Waffenaffinität in der amerikanischen Gesellschaft.

## Veröffentlichungen
Silent Hill 2 erschien zunächst für die PlayStation 2 in Nordamerika und Japan im September 2001 und in Europa im November 2001. Der europäischen Version lag eine Making-of-DVD bei. Für die Xbox erschien das Spiel im Dezember 2001 unter dem Titel Silent Hill 2: Restless Dreams. In Japan wurde das Spiel mit dem Namenszusatz Saigo no Uta (最期の詩), in Europa mit dem Zusatz Inner Fears veröffentlicht. Die Xbox-Variante enthält ein zusätzliches UFO-Ende und das Szenario Aus dem Wunsch geboren (Born from a Wish). Am 4. Juli 2002 wurde in Japan ein Director’s Cut von Silent Hill 2 veröffentlicht, der mit der Xbox-Version identisch ist. Dieser erschien auch in Sonys Platinum-Reihe. 2006 veröffentlicht Konami das Spiel ein weiteres Mal zusammen mit Silent Hill 3 und Silent Hill 4: The Room als Silent Hill Collection. Das Entwicklerstudio Creature Labs portierte Silent Hill 2: Director’s Cut für Windows. Die Version erschien im Dezember 2002.
Am 29. März 2012 erschien die Silent Hill HD Collection für die PlayStation 3 und Xbox 360, die Silent Hill 2 und 3 in High Definition beinhaltet. Die Spiele wurden dafür unter Leitung von Mary Elizabeth McGlynn neu synchronisiert.
Im Oktober 2022 wurde die Entwicklung eines Remakes zu Silent Hill 2 bekanntgegeben. Es wurde für PC und PlayStation 5 entwickelt und erschien am 8. Oktober 2024.

## Rezeption
Rupert Mattgey von Chip Online lobte insbesondere die spannende und subtile Handlung. Das Spiel sei nichts für Kinder, da diese mit der Geschichte überfordert wären. Auch die Grafik und die Atmosphäre sowie der Soundtrack seien hervorragend. So tragen die Effekte zur „albtraumhaften Stimmung […] bei.“ Kritisiert wurden lediglich die teilweise zu schwierigen Rätsel. Mathias Oertel vom Webportal 4Players lobte die Spannung des Spiels: „Dicker, wabernder Nebel umgibt Euch und sorgt für ein Gefühl der Klaustrophobie.“ Auch der Umfang und die verschiedenen Endsequenzen wurden positiv hervorgehoben, da diese den Spieler zum mehrmaligen Durchspielen motivierten. Die Xbox-Version bekam von Kristan Reed von Eurogamer 9 von 10 Punkten. Als besonders positiv wurde das dynamische Kamerasystem hervorgehoben. Auch von S. Fassmer von Online-Portal Gameswelt wurde das Spiel gelobt: „Die Grafik und der Sound sind stimmig bis eindrucksvoll und verstärken den morbiden Charme der anspruchsvollen, intelligenten Story, die jeden begeistern dürfte, der ein Faible für ausgesuchten Horror und psychologische Tiefe hat. Durch die verschiedenen Schwierigkeitsstufen ist das Spiel sowohl für Einsteiger wie auch für eingefleischte Rätsel- und Action-Profis gleichermaßen zu empfehlen. 'Silent Hill 2' ist derzeit sicherlich der Referenztitel in diesem auf dem PC eher schlecht besetzten Genre und alle Freunde des gepflegten Gruselns […].“
Bei IGN wurde es auf Platz 67 der 100 besten Spiele aller Zeiten gewählt und gilt allgemein als einer der besten Teile der Reihe.